# Oreophrynella
Oreophrynella és un gènere d'amfibis de la família dels bufònids.

## Taxonomia
- Oreophrynella cryptica (Señaris, 1995)
- Oreophrynella huberi (Diego-Aransay & Gorzula, 1990)
- Oreophrynella macconnelli (Boulenger, 1900)
- Oreophrynella nigra (Señaris, Ayarzagüena & Gorzula, 1994)
- Oreophrynella quelchii (Boulenger, 1895)
- Oreophrynella vasquezi (Señaris, Ayarzagüena & Gorzula, 1994)
- Oreophrynella weiassipuensis (Señaris, DoNascimento & Villarreal, 2005)